# Miecislau III de Polònia

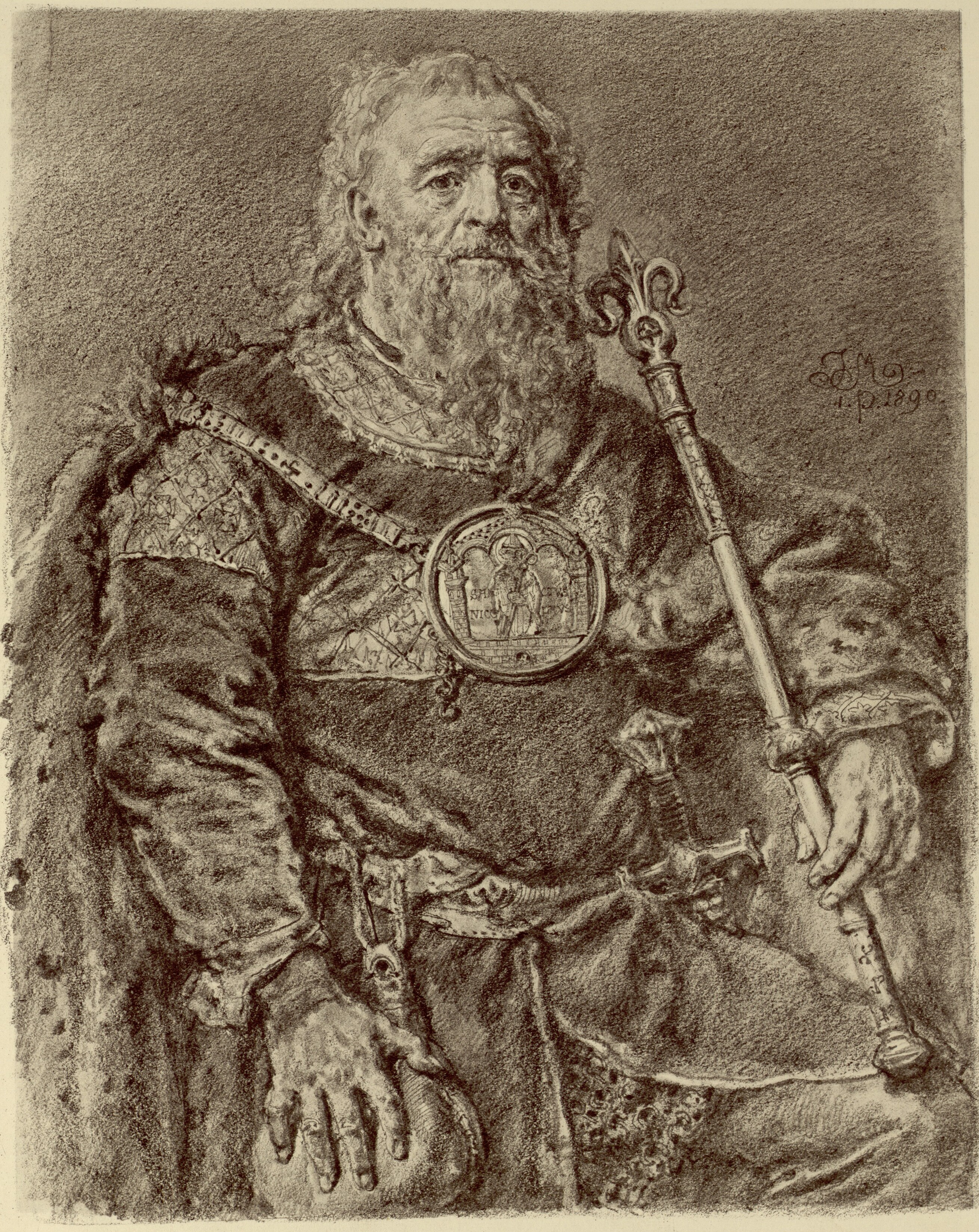
Miecislau III el Vell. Pintat per Jan Matejko.

Miecislau III el Vell (en polonès: Mieszko III Stary; 1121? - 13 de març de 1202), de la Dinastia Piast, va ser duc de Gran Polònia (1138-1202) i duc de Polònia (1173-1202), amb interrupcions de 1177 a 1190 i de 1191 a 1198.
Miecislau era fill de Boleslau III Boca-torta, duc de Polònia, i Salomé de Berg. Era el tercer fill de Boleslau, i el segon de la parella ducal.
Es casava amb:
- prop de 1140, Elisabet d'Hongria, filla del Príncep Álmos, germà del rei d'Hongria;
- prop de 1154, Eudòxia de Kíev, filla d'Iziaslav II de Kíev.

Els fills foren:
- Odó I de Gran Polònia;
- Boleslau de Cuiàvia;
- Miecislau de Kalisz; i
- Ladislau III el Camaprim
- Wierzchoslawa Ludmilla (abans de 1153 - 1223), es casava vers 1160 amb Frederic I de Lorena.

D'acord amb el testament del duc de Polònia Boleslau III el Bocatorta, Polònia es dividia en 4-5 províncies hereditàries distribuïdes entre els seus fills, amb la província reial de Cracòvia que es reserva per al fill més gran, que havia de ser el duc de tota Polònia. Miecislau, el fill més gran rebé la Gran Polònia, i el 1173, amb la mort del seu germà Boleslau IV de Polònia accedia al tron de Cracòvia i es convertia en duc de Polònia. A causa d'una excessiva fiscalitat i abús de poder, va esclatar una rebel·lió dels nobles de Cracòvia encapçalada per Gedko, el bisbe de Cracòvia. Els rebels van oferir el tron a Boleslau l'Alt, que va acceptar l'oferta. En assabentar-se, Miecislau va combatre Boleslau amb l'ajuda de Iaroslau d'Opole, fill de Boleslau. Com Boleslau no va poder intervenir a Cracòvia, els nobles locals van oferir el tron al seu germà més jove, Casimir, que el va acceptar després d'una breu vacil·lació. El seu fill Odó es va rebel·lar contra ell a causa del favoritisme que Miecislau havia mostrat a la descendència del seu segon matrimoni i havia intentat obligar a Odo a convertir-se en sacerdot per eliminar-lo de la línia de successió. Odó volia tenir el seu propi domini i va trobar l'oportunitat de conquerir el Ducat de la Gran Polònia. La guerra va durar dos anys fins que Miecislau va ser deposat com a duc de Polònia per Casimir, i de Gran Polònia per Odó, i s'exilià a Racibórz (Bohèmia) el 1179.
Miecislau després de ser desterrat a Racibórz es va dirigir a l'emperador Frederic per demanar ajuda per recuperar el tron de Cracòvia, però en no obtenir-lo, va anar a Pomerània, on rebé ajuda per tornar a Gniezno el 1181 i recuperar el poder a la Gran Polònia, Va cedir el govern de Cracòvia a un dels seus fills, Miecislau el Jove, però Casimir va recuperar ràpidament Cracòvia i va capturar al príncep, que va ser alliberat per estar amb el seu pare.
El gran duc Casimir va morir el 5 de maig de 1194, i les pretensions de Miecislau sobre la Petita Polònia van renéixer però la noblesa local va preferir els fills menors de Casimir, Leszek I el Blanc i Conrad I de Masòvia. Els intents de Miecislau de recuperar el poder van acabar a la sagnant batalla de Mozgawa el 13 de setembre de 1195, on el mateix Miecislau va resultar greument ferit i el seu fill Boleslau de Cuiàvia va morir. Després de la batalla, Mieszko es va retirar a Kalisz sense esperar a les tropes de Silèsia dels seus aliats, Miecislau el Camatort i Iaroslau d'Opole.